# 요시오카촌 (오카야마현 구메군)
요시오카촌(吉岡村)은 오카야마현 구메군에 있던 촌이다. 현재의 미사키정에 해당한다.

## 역사
- 1889년 6월 1일 - 정촌제 시행에 수반해 구메난조군 요시오카촌이 발족하였다.
- 1900년 4월 1일 - 구메호쿠조군과 합병해 구메군이 되었다.
- 1955년 1월 1일 - 기타와케촌. 미나미와케촌, 유카촌과 합병, 야나하라정이 되었다.

## 참고문헌
- 和泉橋警察署 『新旧対照市町村一覧』第2冊（東京：加藤孫次郎, 1889（明22））
- 地名編纂委員会 『角川日本地名大辞典33 岡山』（角川学芸出版, 1989, ISBN 4040013301）